# Maher Zain
Maher Zain (arabe : ماهر زين), né le 16 juillet 1981 à Tripoli, au Liban, est un chanteur, auteur, compositeur et producteur libano-suédois. Ses chansons, mélange de R&B et de world music, se distinguent par des textes marqués par une forte influence musulmane. Sorti en 2009, son premier album Thank You Allah connait le succès sur la scène internationale, et bat des records de ventes notamment en Malaisie,.

## Vie privée
Maher Zain est issu d'une famille de musiciens libanais musulmans qui a fui la guerre civile et rejoint la Suède en 1989. Il est marié à une Marocaine qu'il a rencontrée lors d'une conférence pour jeunes musulmans à Stockholm. Il est père de trois enfants, Aya, Abdullah et Jasmine.

## Carrière
Après avoir fini ses études universitaires avec l'équivalent d'une licence en génie aéronautique, Maher Zain entre dans l'industrie de la musique en Suisse en collaborant avec le producteur marocain RedOne. Lorsque celui-ci s'installe à New York en 2006, Maher Zain le rejoint et participe à plusieurs de ses projets, tels que la production d'artistes comme Kat DeLuna. Mais s'il ne tarit pas d'éloges pour son aîné marocain, Maher Zain ne se sent pas à l'aise dans un milieu où alcool et drogue sont omniprésents.
De retour en Suède, il envisage un temps d'abandonner sa carrière musicale pour une vie plus rangée. Il décide finalement de se lancer comme chanteur et auteur-compositeur de R&B contemporain, avec un fort ancrage dans la tradition religieuse musulmane, prenant pour cela modèle sur le chanteur britannique d'origine azérie Sami Yusuf. L'œuvre de Maher Zain se compose principalement de chansons anasheed dans lesquelles il exprime sa gratitude envers Dieu et son prophète, et il réfléchit à sa condition de musulman dans la société contemporaine. Cela est très important pour les musulmans.

« J'essaie de montrer une facette de l'islam que beaucoup de gens ignorent. Où il est question de divertissement, d'aller voir un concert avec sa famille et de s'amuser. »

— Maher Zain
Son premier album Thank You Allah, sorti en 2009, connait un succès mondial et est même disque de platine, notamment en Malaisie, et en Indonésie. Son single Insha Allah est traduit en plusieurs langues, notamment en français, en arabe, en turc et en malais. Si les ventes cumulées de ses disques ne sont pas connues avec précision, sa popularité est avérée par le nombre de ses fans sur Facebook (20 millions en septembre 2014) et par le succès de ses vidéos sur YouTube (plus de 500 millions de vues en juillet 2013).

## Discographie

### Albums
- 2009 : Thank you Allah
- 2012 : Forgive Me
- 2016 : One

### Singles
- 2010 : Masha allah
- 2012 : Number one for me
- 2012 : So Soon

## Vidéographie
- 2009 : Palestine Will Be Free
- 2010 : Insha Allah
- 2010 : The Chosen One
- 2011 : Freedom
- 2011 : Ya Nabi Salam Alayka
- 2011 : For the Rest of My Life
- 2012 : Number One For Me
- 2013 : Love will prevail en anglais et Al-Hubbu Yasood en arabe
- 2022 : Rahmatul Lil'Alameen

Coopération
- 2011 : I Believe (Irfan Makki ft Maher Zain) (sur l'album I Believe d'Irfan Makki)
- 2011 : Never Forget (Mesut Kurtis ft Maher Zain) (sur l'album Beloved de Mesut Kurtis)
- 2013 : Ramadan